# Scharfetindlein
Ein Scharfetindlein, auch Scharfe Tindlein oder Serpentinlein (lat. Serpens), ist ein kleines Geschütz des 15. Jahrhunderts und bezeichnet die kleinste Version einer Feldschlange. 
Verschossen wurden Bleikugeln mit ½ Pfund, dies entspricht etwa 250 Gramm.